# Коттарии
Котта́рии (лат. cottarii; англ. cottars) или ко́ттеры (англ. cotter) — категория малоземельного зависимого крестьянства в средневековых Англии и Шотландии.  От основной массы лично несвободных крестьян (вилланов в Англии, хазбендменов в Шотландии) коттарии отличались незначительностью размеров своего надела и относительно необременительными отработочными повинностями, что превращало этот слой в сельскохозяйственных наёмных рабочих.
Этим термином в Англии Средних Веков и Нового Времени назывались безземельные батраки и подёнщики, подмастерья и рабочие деревенских мастерских. Как правило, имели в собственности только свою хижину, или коттедж. По мере капитализации деревни становились наёмными работниками.

## Коттарии в Англии
Впервые категория коттариев упоминается в «Книге страшного суда» 1086 г. Согласно этому документы коттарии (вместе с бордариями) составляли около 32% населения Англии, что примерно соответствовало численности основной массы зависимых крестьян — вилланов. Очевидно, что своё происхождение коттарии англо-нормандского периода вели от англосаксонских котсетлов, полусвободных малоземельных крестьян.
В правовом отношении коттарии были неотличимы от остальной массы зависимых крестьян и противостояли свободным и сокменам. Однако в социальном плане они образовывали отдельную группу. Определяющим фактором для отнесения в категорию коттариев был размер земельного надела: коттарий имел крайне незначительный участок земли, обычно менее половины виргаты (не более 5 акров), недостаточный для содержания его семьи. Иногда коттарии вообще не имели надела. Из всех групп крестьян средневековой Англии коттарии были самыми малоземельными. Это вынуждало их наниматься на работу к феодалам и зажиточным крестьянам. Тем не менее отработочная повинность коттариев была относительно слабой: они привлекались к сельскохозяйственным работам на господской земле обычно на срок 1 день в неделю и 2 дня в периоды сева и жатвы. Главным занятием представителей этой группы крестьянства являлись вспомогательные работы и ремесло: коттарии становились сельскими плотниками, пастухами, кузнецами, портными. С развитием товарности аграрного хозяйства в Англии коттарии составили ядро сельских наёмных рабочих — основного источника трудовых ресурсов для бурно развивающейся сукнодельческой и шерстопрядильной промышленности. Часть своей продукции коттарии отдавали своему феодальному сеньору в качестве оброка.
От названия «коттарий» произошло слово «коттедж» (англ. cottage), первоначально обозначавшее комплекс владений коттария: маленький дом и небольшой земельный участок.

## Бордарии
C коттариями обычно отождествляют бордариев (лат. bordarii). По всей видимости это были лишь разные названия одной и той же категории зависимых крестьян, используемые в разных частях Англии: в «Книге страшного суда» коттарии составляют большинство крестьянского населения в Кенте, Суссексе, Суррее, Миддлсексе, Уилтшире, Дорсете, Сомерсете, Беркшире, Хертфордшире и Кембриджшире, тогда как бордарии упоминаются, главным образом, в графствах запада Средней Англии. Однако тот факт, что в некоторых графств (Миддлсекс, Шропшир, Вустершир) обе категории присутствовали одновременно, дал основание ряду историков предположить, что бордарии отличались от коттариев несколько бо́льшим размером надела (от половины виргаты до гайды) и, соответственно, в социальной иерархии занимали позицию выше коттариев, но ниже вилланов.

## Коттарии в Шотландии
Возникновение прослойки коттариев в Шотландии относится к XII веку, когда в страну стали активно проникать англо-нормандские институты и правовые нормы. По всей видимости, одним из предшественников коттариев как социального слоя были fugitivi XI века. В Шотландии, как и в Англии, коттарии представляли собой наиболее малоземельную категорию крестьянства. Шотландский коттарий обычно владел наделом размером от половины акра до 6 акров, что было абсолютно недостаточно для поддержания жизнедеятельности его семьи. Как следствие, коттарии были вынуждены наниматься на работы к феодалам и зажиточным крестьянам. Унификация категорий зависимого крестьянства в Шотландии была более медленной, чем в Англии, и категория коттариев продолжала существовать в качестве отдельной социальной прослойки на протяжении всего средневековья. Очевидно также, что эта категория была широко распространена в равнинных частях страны, то есть регионах с сильным английским влиянием в правовой и социальной сферах, тогда как в Хайленде формирование коттариев как особого слоя крестьянства не было завершено.
Источники по аграрной истории средневековой Шотландии гораздо более фрагментарны, чем английские, однако, позволяют оценить примерный объём повинностей коттариев: они были обязаны работать на домениальных землях сеньора 6-9 дней в период жатвы, осуществлять сбор сена в стога два дня в неделю период сенокоса, заготавливать торф, доставлять овец для их стрижки, выполнять периодические вспомогательные работы на хозяйстве землевладельца и ежегодно выплачивать небольшой оброк (обычно в размере не более 1 шиллинга). Поскольку у коттариев не было собственного крупного рогатого скота, для обработки земли они использовали ручные плуги. Объём повинностей коттариев зависел от традиций данного региона страны и норм, принятых в конкретном поместье. Повинности устанавливались не индивидуально, в зависимости от размера надела каждого коттария, а коллективно — для всех коттариев деревни. За свою работу коттарии получали от землевладельца продукты питания. Для Шотландии также было характерно, что феодалы не стремились установить чёткие повинности для коттариев, ориентируясь прежде всего на более обеспеченный слой хазбендменов. Последние, в свою очередь, использовали коттариев для выполнения собственных отработочных повинностей перед сеньором.
С XIV века отработочные повинности коттариев стали коммутироваться в денежную ренту. Это ускорило процесс освобождения коттариев от личной зависимости и превращения их в категорию сельских наёмных рабочих.